# 24 février aux Jeux olympiques de 2006
Le vendredi 24 février aux Jeux olympiques d'hiver de 2006 est le quatorzième jour de compétition.

## Programme
- 9h30 : Ski alpin (F) : Slalom géant (1re manche)
- 11h30 : Ski de fond (F) : 30 km libre
- 13h00 : Ski alpin (F) : Slalom géant (2e manche)
- 13h00 : Curling (H) : (finale 3e/4e place) ;  Royaume-Uni 6-8  États-Unis
- 15h00 : Patinage de vitesse (H) : 10 000 m
- 16h35 : Hockey sur glace (H) : (demi-finale) ;  Suède 7-3  République tchèque
- 17h30 : Bobsleigh (H) : Bob à quatre (1re manche)
- 17h30 : Curling (H) : (finale 1e/2e place) ;  Finlande 4-10  Canada
- 19h20 : Bobsleigh (H) : Bob à quatre (2e manche)
- 21h05 : Hockey sur glace (H) : (demi-finale) ;  Finlande 4-0  Russie

(H) : Hommes ; (F) : Femmes ; (M) : Mixte
L'heure utilisée est l'heure de Turin : UTC+01 heure ; la même utilisée à Bruxelles, Genève et Paris.

## Finales

### Ski de fond - 30 km libre F
| Place | Nation             | Athlète                | Temps             |
| ----- | ------------------ | ---------------------- | ----------------- |
| 1er   | République tchèque | Kateřina Neumannová    | 1 h 22 min 25 s 4 |
| 2e    | Russie             | Julija Tchepalova      | 1 h 22 min 26 s 8 |
| 3e    | Pologne            | Justyna Kowalczyk      | 1 h 22 min 27 s 5 |
| 4e    | Norvège            | Kristin Stormer Steira | 1 h 22 min 40 s 8 |
| 5e    | Italie             | Gabriella Paruzzi      | 1 h 23 min 00 s 8 |
| 6e    | Allemagne          | Claudia Künzel         | 1 h 23 min 02 s 1 |
| 7e    | Ukraine            | Valentina Shevchenko   | 1 h 23 min 07 s 9 |
| 8e    | Estonie            | Kristina Šmigun        | 1 h 23 min 22 s 5 |

### Ski alpin - Slalom géant F
| Place | Nation     | Athlète          | Temps         |
| ----- | ---------- | ---------------- | ------------- |
| 1er   | États-Unis | Julia Mancuso    | 2 min 09 s 19 |
| 2e    | Finlande   | Tanja Poutiainen | 2 min 09 s 86 |
| 3e    | Suède      | Anna Ottosson    | 2 min 10 s 33 |
| 4e    | Autriche   | Nicole Hosp      | 2 min 10 s 66 |
| 5e    | Canada     | Geneviève Simard | 2 min 10 s 73 |
| 6e    | Suède      | Anja Pärson      | 2 min 10 s 96 |
| 7e    | Autriche   | Kathrin Zettel   | 2 min 11 s 35 |
| 8e    | Italie     | Nadia Fanchini   | 2 min 11 s 46 |

### Patinage de vitesse - 10 000 m H
| Place | Nation     | Athlète        | Temps          |
| ----- | ---------- | -------------- | -------------- |
| 1er   | Pays-Bas   | Bob de Jong    | 13 min 01 s 57 |
| 2e    | États-Unis | Chad Hedrick   | 13 min 05 s 40 |
| 3e    | Pays-Bas   | Carl Verheijen | 13 min 08 s 80 |
| 4e    | Norvège    | Oystein Grodum | 13 min 12 s 58 |
| 5e    | Norvège    | Lasse Sætre    | 13 min 12 s 93 |
| 6e    | Russie     | Ivan Skobrev   | 13 min 17 s 54 |
| 7e    | Pays-Bas   | Sven Kramer    | 13 min 18 s 14 |
| 8e    | Italie     | Enrico Fabris  | 13 min 21 s 54 |

### Curling - Hommes
| Place | Nation      | Athlètes                                                                         |
| ----- | ----------- | -------------------------------------------------------------------------------- |
| 1er   | Canada      | Brad Gushue Mark Nichols Russ Howard Jamie Korab Mike Adam                       |
| 2e    | Finlande    | Markku Uusipaavalniemi Wille Makela Kalle Kiiskinen Teemu Salo Jani Sullanmaa    |
| 3e    | États-Unis  | Pete Fenson Shawn Rojeski Joe Polo John Shuster Scott Baird                      |
| 4e    | Royaume-Uni | David Murdoch Ewan McDonald Warwick Smith Euan Byers Craig Wilson                |
| 5e    | Norvège     | Paal Trulsen Lars Vågberg Flemming Davanger Bent Ånund Ramsfjell Torger Nergaard |
| -     | Suisse      | Ralph Stöckli Claudio Pescia Pascal Sieber Marco Battilana Simon Strübin         |
| 7e    | Italie      | Joel Retornaz Fabio Alvera Gian Paolo Zandegiacomo Marco Mariani Antonio Menardi |
| 8e    | Suède       | Peja Lindholm Thomas Nordin Magnus Swartling Peter Narup Anders Kraupp           |

## Médailles du jour
| Rang | Nations            | Médaille d'or | Médaille d'argent | Médaille de bronze | Total |
| ---- | ------------------ | ------------- | ----------------- | ------------------ | ----- |
| 1er  | États-Unis         | 1             | 1                 | 1                  | 3     |
| 2e   | Pays-Bas           | 1             | 0                 | 1                  | 2     |
| 3e   | Canada             | 1             | 0                 | 0                  | 1     |
| -    | République tchèque | 1             | 0                 | 0                  | 1     |
| 5e   | Finlande           | 0             | 2                 | 0                  | 2     |
| 6e   | Russie             | 0             | 1                 | 0                  | 1     |
| 7e   | Pologne            | 0             | 0                 | 1                  | 1     |
| -    | Suède              | 0             | 0                 | 1                  | 1     |